# 日本の鉄道駅一覧 き
| あ | い | う-え   | お        | か    | き | く-け |
| こ | さ | し-しも | しや-しん | す-そ | た | ち-て |
| と | な | に      | ぬ-の     | は    | ひ | ふ-ほ |
| ま | み | む-も   | や-わ行   |       |    |       |

日本の鉄道駅一覧 きは、日本の鉄道駅のうち、きで始まるものの一覧である。

## き

### きあ-きお
- 紀伊駅（きいえき）
- 紀伊有田駅（きいありたえき）
- 紀伊井田駅（きいいだえき）
- 紀伊市木駅（きいいちぎえき）
- 紀伊内原駅（きいうちはらえき）
- 紀伊浦神駅（きいうらがみえき）
- 紀伊小倉駅（きいおぐらえき）
- 紀伊勝浦駅（きいかつうらえき）
- 紀伊神谷駅（きいかみやえき）
- 紀伊御坊駅（きいごぼうえき）
- 紀伊佐野駅（きいさのえき）
- 紀伊清水駅（きいしみずえき）
- 紀伊新庄駅（きいしんじょうえき）
- 紀伊田辺駅（きいたなべえき）
- 紀伊田原駅（きいたはらえき）
- 紀伊天満駅（きいてんまえき）
- 紀伊富田駅（きいとんだえき）
- 紀伊長島駅（きいながしまえき）
- 紀伊長田駅（きいながたえき）
- 紀伊中ノ島駅（きいなかのしまえき）
- 紀伊日置駅（きいひきえき）
- 紀伊姫駅（きいひめえき）
- 紀伊細川駅（きいほそかわえき）
- 紀伊宮原駅（きいみやはらえき）
- 紀伊山田駅（きいやまだえき）
- 紀伊由良駅（きいゆらえき）
- 喜入駅（きいれえき）
- 木下駅（きおろしえき）
- 祇園駅 (千葉県)（ぎおんえき・東日本旅客鉄道久留里線）
- 祇園駅 (福岡県)（ぎおんえき・福岡市地下鉄空港線）
- 祇園四条駅（ぎおんしじょうえき）
- 祇園新橋北駅（ぎおんしんばしきたえき）
- 祇園橋停留場（ぎおんばしていりゅうじょう）

### きか-きこ
- 気賀駅（きがえき）
- 木岐駅（ききえき）
- 喜々津駅（ききつえき）
- 桔梗駅（ききょうえき）
- 桔梗が丘駅（ききょうがおかえき）
- 企救丘駅（きくがおかえき）
- 菊川駅 (東京都)（きくかわえき・都営地下鉄新宿線）
- 菊川駅 (静岡県)（きくがわえき・東海旅客鉄道東海道本線）
- 菊水駅（きくすいえき）
- 喜久田駅（きくたえき）
- 菊名駅（きくなえき）
- 菊間駅（きくまえき）
- 木古内駅（きこないえき）

### きさ-きそ
- 吉舎駅（きさえき）
- 私市駅（きさいちえき）
- 象潟駅（きさかたえき）
- 木崎駅（きざきえき）
- 木更津駅（きさらづえき）
- 喜志駅（きしえき・近鉄長野線）
- 貴志駅（きしえき・和歌山電鐵貴志川線）
- 岸根公園駅（きしねこうえんえき）
- 岸里駅（きしのさとえき）
- 岸里玉出駅（きしのさとたまでえき）
- 岸辺駅（きしべえき）
- 鬼子母神前停留場（きしぼじんまえていりゅうじょう）
- 岸本駅（きしもとえき）
- 騎射場停留場（きしゃばていりゅうじょう）
- 義塾高校前駅（ぎじゅくこうこうまええき）
- 岸和田駅（きしわだえき）
- 木次駅（きすきえき）
- 衣摺加美北駅（きずりかみきたえき）
- 木曽川駅（きそがわえき）
- 木曽川堤駅（きそがわづつみえき）
- 木曽平沢駅（きそひらさわえき）
- 木曽福島駅（きそふくしまえき）

### きた-きと
- 喜多駅（きたえき）
- 木田駅（きだえき）
- 北赤羽駅（きたあかばねえき）
- 北上尾駅（きたあげおえき）
- 北朝霞駅（きたあさかえき）
- 北旭川駅（きたあさひかわえき）
- 北余目駅（きたあまるめえき）
- 北綾瀬駅（きたあやせえき）
- 北新井駅（きたあらいえき）
- 北安城駅（きたあんじょうえき）
- 北飯山駅（きたいいやまえき）
- 北池野駅（きたいけのえき）
- 北池袋駅（きたいけぶくろえき）
- 北伊丹駅（きたいたみえき）
- 北一已駅（きたいちやんえき）
- 北伊予駅（きたいよえき）
- 北内停留場（きたうちていりゅうじょう・とさでん交通伊野線）
- 北宇智駅（きたうちえき・西日本旅客鉄道和歌山線）
- 北浦駅（きたうらえき・東日本旅客鉄道陸羽東線）
- 北浦停留場（きたうらていりゅうじょう・とさでん交通後免線）
- 北浦湖畔駅（きたうらこはんえき）
- 北浦和駅（きたうらわえき）
- 北宇和島駅（きたうわじまえき）
- 北大石田駅（きたおおいしだえき）
- 北大垣駅（きたおおがきえき）
- 北大路駅（きたおおじえき）
- 北大野駅（きたおおのえき）
- 北大曲駅（きたおおまがりえき）
- 北大町駅（きたおおまちえき）
- 北大宮駅（きたおおみやえき）
- 北岡崎駅（きたおかざきえき）
- 北小谷駅（きたおたりえき）
- 北加賀屋駅（きたかがやえき）
- 北柏駅（きたかしわえき）
- 北春日部駅（きたかすかべえき）
- 喜多方駅（きたかたえき）
- 北方駅 (福岡県)（きたがたえき・北九州高速鉄道小倉線）
- 北方駅 (佐賀県)（きたがたえき・九州旅客鉄道佐世保線）
- 北方真桑駅（きたがたまくわえき）
- 北金岡駅（きたかなおかえき）
- 北鹿沼駅（きたかぬまえき）
- 北金ケ沢駅（きたかねがさわえき）
- 北鎌倉駅（きたかまくらえき）
- 北上駅（きたかみえき）
- 北川駅（きたがわえき）
- 北河内駅 (徳島県)（きたがわちえき・四国旅客鉄道牟岐線）
- 北九州貨物ターミナル駅（きたきゅうしゅうかもつターミナルえき）
- 北楠駅（きたくすえき）
- 北熊本駅（きたくまもとえき）
- 北久米駅（きたくめえき）
- 北久里浜駅（きたくりはまえき）
- 北府駅（きたごえき）
- 北郷駅（きたごうえき）
- 北河内駅 (山口県)（きたごうちえき・錦川鉄道錦川清流線）
- 北神戸駅（きたごうどえき）
- 北鴻巣駅（きたこうのすえき）
- 北小金駅（きたこがねえき）
- 北国分駅（きたこくぶんえき）
- 北越谷駅（きたこしがやえき）
- 北五泉駅（きたごせんえき）
- 北小松駅（きたこまつえき）
- 北坂戸駅（きたさかどえき）
- 北佐世保駅（きたさせぼえき）
- 北鯖江駅（きたさばええき）
- 北34条駅（きたさんじゅうよじょうえき）
- 北三条駅（きたさんじょうえき）
- 北参道駅（きたさんどうえき）
- 北品川駅（きたしながわえき）
- 北信太駅（きたしのだえき）
- 北13条東駅（きたじゅうさんじょうひがしえき）
- 北12条駅（きたじゅうにじょうえき）
- 北18条駅（きたじゅうはちじょうえき）
- 北条駅（きたじょうえき）
- 北白川駅（きたしらかわえき）
- 北新川駅（きたしんかわえき）
- 北新地駅（きたしんちえき）
- 北新横浜駅（きたしんよこはまえき）
- 北助松駅（きたすけまつえき）
- 北須坂駅（きたすざかえき）
- 北鈴蘭台駅（きたすずらんだいえき）
- 北千住駅（きたせんじゅえき）
- 北千束駅（きたせんぞくえき）
- 北仙台駅（きたせんだいえき）
- 北千里駅（きたせんりえき）
- 北袖駅（きたそでえき）
- 北高岩駅（きたたかいわえき）
- 北高崎駅（きたたかさきえき）
- 北巽駅（きたたつみえき）
- 北田辺駅（きたたなべえき）
- 北茅ケ崎駅（きたちがさきえき）
- 北秩父別駅（きたちっぷべつえき）
- 木太町駅（きたちょうえき）
- 北天下茶屋停留場（きたてんがちゃやていりゅうじょう）
- 北常盤駅（きたときわえき）
- 北戸田駅（きたとだえき）
- 北殿駅（きたとのえき）
- 北長岡駅（きたながおかえき）
- 北中込駅（きたなかごみえき）
- 北長瀬駅（きたながせえき）
- 北長野駅（きたながのえき）
- 北永野田駅（きたながのだえき）
- 北永山駅（きたながやまえき）
- 喜多灘駅（きたなだえき）
- 北習志野駅（きたならしのえき）
- 北新・松本大学前駅（きたにい・まつもとだいがくまええき）
- 北24条駅（きたにじゅうよじょうえき）
- 北沼駅（きたぬまえき）
- 北野駅 (東京都)（きたのえき・京王電鉄京王線・高尾線）
- 北野駅 (福岡県)（きたのえき・西鉄甘木線）
- 北能代駅（きたのしろえき）
- 北野田駅（きたのだえき）
- 北野白梅町駅（きたのはくばいちょうえき）
- 北延岡駅（きたのべおかえき）
- 北野辺地駅（きたのへじえき）
- 北野桝塚駅（きたのますづかえき）
- 北畠停留場（きたばたけていりゅうじょう）
- 北八王子駅（きたはちおうじえき）
- 北初富駅（きたはつとみえき）
- 北花田駅（きたはなだえき）
- 北浜駅 (北海道)（きたはまえき・北海道旅客鉄道釧網本線）
- 北浜駅 (大阪府)（きたはまえき・京阪本線・Osaka Metro堺筋線）
- 北原駅（きたはらえき）
- 北美瑛駅（きたびえいえき）
- 木太東口駅（きたひがしぐちえき）
- 北広島駅（きたひろしまえき）
- 北藤岡駅（きたふじおかえき）
- 北府中駅（きたふちゅうえき）
- 北埠頭駅（きたふとうえき）
- 北舟岡駅（きたふなおかえき）
- 北細野駅（きたほそのえき）
- 北堀之内駅（きたほりのうちえき）
- 北間駅（きたまえき）
- 北俣駅（きたまたえき）
- 北松戸駅（きたまつどえき）
- 北松本駅（きたまつもとえき）
- 北丸森駅（きたまるもりえき）
- 北見駅（きたみえき・北海道旅客鉄道石北本線）
- 喜多見駅（きたみえき・小田急小田原線）
- 北水海道駅（きたみつかいどうえき）
- 北真岡駅（きたもおかえき）
- 北本駅（きたもとえき）
- 北森駅（きたもりえき）
- 北山駅 (宮城県)（きたやまえき・東日本旅客鉄道仙山線）
- 北山駅 (栃木県)（きたやまえき・真岡鐵道真岡線）
- 北山駅 (京都府)（きたやまえき・京都市営地下鉄烏丸線）
- 北山停留場（きたやまていりゅうじょう・とさでん交通伊野線）
- 喜多山駅 (愛知県)（きたやまえき・名古屋鉄道瀬戸線）
- 喜多山駅 (愛媛県)（きたやまえき・四国旅客鉄道予讃線）
- 北山形駅（きたやまがたえき）
- 北山田駅 (神奈川県)（きたやまたえき・横浜市営地下鉄グリーンライン）
- 北山田駅 (大分県)（きたやまだえき・九州旅客鉄道久大本線）
- 北吉田駅（きたよしだえき）
- 北吉原駅（きたよしはらえき）
- 北与野駅（きたよのえき）
- 北四番丁駅（きたよばんちょうえき）
- 吉祥寺駅（きちじょうじえき）
- 木津駅 (京都府)（きづえき・西日本旅客鉄道関西本線）
- 木津駅 (兵庫県)（きづえき・神戸電鉄粟生線）
- 木津川駅（きづがわえき）
- 木津川台駅（きづがわだいえき）
- 杵築駅（きつきえき）
- 木造駅（きづくりえき）
- 狐ヶ崎駅（きつねがさきえき）
- 木戸駅（きどえき）
- 城戸南蔵院前駅（きどなんぞういんまええき）

### きな-きの
- 鬼無駅（きなしえき）
- 岐南駅（ぎなんえき）
- 衣笠駅（きぬがさえき）
- 鬼怒川温泉駅（きぬがわおんせんえき）
- 鬼怒川公園駅（きぬがわこうえんえき）
- 絹延橋駅（きぬのべばしえき）
- 衣山駅（きぬやまえき）
- 木野駅（きのえき）
- 木上駅（きのええき）
- 甲子駅（きのえねえき）
- 紀ノ川駅（きのかわえき）
- 城崎温泉駅（きのさきおんせんえき）
- 木ノ下駅（きのしたえき）
- 来宮駅（きのみやえき）
- 木ノ本駅（きのもとえき）
- 木野山駅（きのやまえき）

### きは-きほ
- 木場駅（きばえき）
- 木花駅（きばなえき）
- 吉備津駅（きびつえき）
- 吉備真備駅（きびのまきびえき）
- 岐阜駅（ぎふえき）
- 岐阜貨物ターミナル駅（ぎふかもつたーみなるえき）
- 貴生川駅（きぶかわえき）
- 貴船口駅（きぶねぐちえき）
- 岐阜羽島駅（ぎふはしまえき）
- 儀保駅（ぎぼえき）
- 希望ヶ丘駅（きぼうがおかえき）
- 希望が丘高校前駅（きぼうがおかこうこうまええき）

### きま-きも
- 来待駅（きまちえき）
- 木見駅（きみえき）
- 紀三井寺駅（きみいでらえき）
- 君ヶ浜駅（きみがはまえき）
- 君津駅（きみつえき）
- 紀見峠駅（きみとうげえき）

### きや-きよ
- 木屋町停留場（きやちょうていりゅうじょう）
- 気山駅（きやまえき・西日本旅客鉄道小浜線）
- 基山駅（きやまえき・九州旅客鉄道鹿児島本線・甘木鉄道甘木線）
- 伽羅橋駅（きゃらばしえき）
- 急患医療センター前停留場（きゅうかんいりょうセンターまえていりゅうじょう）
- 旧居留地・大丸前駅（きゅうきょりゅうち・だいまるまええき）
- 九産大前駅（きゅうさんだいまええき）
- 九州工大前駅（きゅうしゅうこうだいまええき）
- 九州鉄道記念館駅（きゅうしゅうてつどうきねんかんえき）
- 球場前駅 (岡山県)（きゅうじょうまええき・水島臨海鉄道水島本線）
- 球場前駅 (高知県)（きゅうじょうまええき・土佐くろしお鉄道阿佐線）
- 球泉洞駅（きゅうせんどうえき）
- 九大学研都市駅（きゅうだいがっけんとしえき）
- 久宝寺駅（きゅうほうじえき）
- 久宝寺口駅（きゅうほうじぐちえき）
- 厳木駅（きゅうらぎえき）
- 木与駅（きよえき）
- 教育大前駅（きょういくだいまええき）
- 教会前駅（きょうかいまええき）
- 京ケ瀬駅（きょうがせえき）
- 京口駅（きょうぐちえき）
- 行啓通停留場（ぎょうけいどおりていりゅうじょう）
- 孝子駅（きょうしえき）
- 京セラ前駅（きょうセラまええき）
- 行田駅（ぎょうだえき）
- 行田市駅（ぎょうだしえき）
- 京田辺駅（きょうたなべえき）
- 京丹後大宮駅（きょうたんごおおみやえき）
- 経塚駅（きょうづかえき）
- 競艇場前駅（きょうていじょうまええき）
- 経田駅（きょうでんえき）
- 京都駅（きょうとえき）
- 経堂駅（きょうどうえき）
- 京都貨物駅（きょうとかもつえき）
- 京都河原町駅（きょうとかわらまちえき）
- 行徳駅（ぎょうとくえき）
- 京都市役所前駅（きょうとしやくしょまええき）
- 京都精華大前駅（きょうとせいかだいまええき）
- 京橋駅 (東京都)（きょうばしえき・東京地下鉄銀座線）
- 京橋駅 (大阪府)（きょうばしえき・西日本旅客鉄道大阪環状線・片町線・JR東西線・京阪電気鉄道京阪本線・Osaka Metro長堀鶴見緑地線）
- 京橋停留場（きょうばしていりゅうじょう・岡山電気軌道東山本線・臨時）
- 京終駅（きょうばてえき）
- 京町温泉駅（きょうまちおんせんえき）
- 共和駅（きょうわえき）
- 清川駅（きよかわえき）
- 清川口駅（きよかわぐちえき）
- 玉桂寺前駅（ぎょくけいじまええき）
- 清里駅（きよさとえき）
- 清里町駅（きよさとちょうえき）
- 清荒神駅（きよしこうじんえき）
- 清洲駅（きよすえき）
- 清澄白河駅（きよすみしらかわえき）
- 清瀬駅（きよせえき）
- 清滝駅（きよたきえき）
- 清武駅（きよたけえき）
- 清音駅（きよねえき）
- 清原地区市民センター前停留場（きよはらちくしみんセンターまえていりゅうじょう）
- 清水五条駅（きよみずごじょうえき）

### きら-きろ
- 吉良吉田駅（きらよしだえき）
- 切石駅（きりいしえき）
- 吉里吉里駅（きりきりえき）
- 霧島温泉駅（きりしまおんせんえき）
- 霧島神宮駅（きりしまじんぐうえき）
- 切通駅（きりどおしえき）
- 桐原駅 (新潟県)（きりはらえき・東日本旅客鉄道越後線）
- 桐原駅 (長野県)（きりはらえき・長野電鉄長野線）
- 切目駅（きりめえき）
- 桐生駅（きりゅうえき）
- 桐生球場前駅（きりゅうきゅうじょうまええき）
- 吉礼駅（きれえき）
- 喜連瓜破駅（きれうりわりえき）

### きわ-きん
- 紀和駅（きわえき・西日本旅客鉄道紀勢本線）
- 岐波駅（きわえき・西日本旅客鉄道宇部線）
- 黄波戸駅（きわどえき）
- 錦江駅（きんこうえき）
- 銀座駅（ぎんざえき）
- 銀座一丁目駅（ぎんざいっちょうめえき）
- 銀山駅（ぎんざんえき）
- 錦糸町駅（きんしちょうえき）
- 金城ふ頭駅（きんじょうふとうえき）
- 銀水駅（ぎんすいえき）
- 金田一温泉駅（きんたいちおんせんえき）
- 近鉄蟹江駅（きんてつかにええき）
- 近鉄郡山駅（きんてつこおりやまえき）
- 近鉄御所駅（きんてつごせえき）
- 近鉄下田駅（きんてつしもだえき）
- 近鉄新庄駅（きんてつしんじょうえき）
- 近鉄丹波橋駅（きんてつたんばばしえき）
- 近鉄富田駅（きんてつとみだえき）
- 近鉄長島駅（きんてつながしまえき）
- 近鉄名古屋駅（きんてつなごやえき）
- 近鉄奈良駅（きんてつならえき）
- 近鉄日本橋駅（きんてつにっぽんばしえき）
- 近鉄八田駅（きんてつはったえき）
- 近鉄宮津駅（きんてつみやづえき）
- 近鉄八尾駅（きんてつやおえき）
- 近鉄弥富駅（きんてつやとみえき）
- 近鉄四日市駅（きんてつよっかいちえき）
- 金野駅（きんのえき）
- 欽明路駅（きんめいじえき）